# حسنين السباعي
حسنين السباعي ولد في 21 يناير 1984، هو لاعب ألعاب قوى في سباق المشي تونسي.

عمر بن يحيى هو بطل تونس 5 مرات فاختصاصات 10 و15 و20 كم مشي.

## مسيرته
تحصل على الميدالية الذهبية في كأس لوغانو في 2011 التي أقيمت في لوغانو في سويسرا محطما بذلك رقمه القياسي الشخصي والوطني ب1 س 20 دق 19 ث.

عمر بن يحيى هو بطل تونس 5 مرات فاختصاص سباق المشي.

## سجل منافساته

### الدولية
| العام      | المسابقة                     | المكان                    | المركز     | حدث        | ملاحظة         |
| ممثلا تونس | ممثلا تونس                   | ممثلا تونس                | ممثلا تونس | ممثلا تونس | ممثلا تونس     |
| ---------- | ---------------------------- | ------------------------- | ---------- | ---------- | -------------- |
| 2004       | بطولة أفريقيا لألعاب القوى   | برازافيل، جمهورية الكونغو | 2          | 20 كم مشي  | 1 س 28 دق 35 ث |
| 2006       | كأس العالم لسباق المشي       | لا كورونيا، إسبانيا       | 57         | 20 كم مشي  | 1 س 27 دق 49 ث |
| 2006       | بطولة أفريقيا لألعاب القوى   | بامبوس، موريشيوس          | 4          | 20 كم مشي  | 1 س 25 دق 28 ث |
| 2007       | بطولة العالم لألعاب القوى    | أوساكا، اليابان           | 24         | 20 كم مشي  | 1 س 27 دق 35 ث |
| 2008       | الألعاب الأولمبية الصيفية    | بكين، الصين               | 34         | 20 كم مشي  | 1 س 25 دق 23 ث |
| 2008       | بطولة أفريقيا لألعاب القوى   | أديس أبابا، أثيوبيا       | 3          | 20 كم مشي  | 1 س 23 دق 58 ث |
| 2009       | بطولة العالم لألعاب القوى    | برلين، ألمانيا            | 19         | 20 كم مشي  | 1 س 22 دق 52 ث |
| 2010       | بطولة أفريقيا لألعاب القوى   | نيروبي، كينيا             | 1          | 20 كم مشي  | 1 س 20 دق 36 ث |
| 2010       | كأس العالم لسباق المشي       | شيواوا، المكسيك           | 11         | 20 كم مشي  | 1 س 24 دق 27 ث |
| 2011       | كأس لوغانو                   | لوغانو، سويسرا            | 4          | 20 كم مشي  | 1 س 20 دق 19 ث |
| 2011       | بطولة العالم لألعاب القوى    | دايغو، كوريا الجنوبية     | 25         | 20 كم مشي  | 1 س 25 دق 17 ث |
| 2011       | ألعاب عموم أفريقيا           | مابوتو، موزمبيق           | 1          | 20 كم مشي  | 1 س 24 دق 53 ث |
| 2013       | البطولة العربية لألعاب القوى | الدوحة، قطر               | 1          | 20 كم مشي  | 1 س 30 دق 30 ث |
| 2015       | البطولة العربية لألعاب القوى | مدينة عيسى، البحرين       | 1          | 20 كم مشي  | 1 س 28 دق 9 ث  |

### الوطنية
بطل تونس 5 مرات في بطولة تونس لألعاب القوى في:
- 20 كم مشي:
  - بطولة تونس لألعاب القوى 2006.
  - بطولة تونس لألعاب القوى 2009.
  - بطولة تونس لألعاب القوى 2010.
- 15 كم مشي:
  - بطولة تونس لألعاب القوى 2007.
- 10 كم مشي:
  - بطولة تونس لألعاب القوى 2009.

## روابط خارجية
- حسنين السباعي على موقع الاتحاد الدولي لألعاب القوى (الإنجليزية)
- حسنين السباعي على موقع أوليمبيديا (الإنجليزية)

- صفحة حسنين السباعي على موقع الاتحاد الدولي لألعاب القوى.